# Weinheim
Weinheim este un oraș din landul Baden-Württemberg, Germania. Se află în Baden-Württemberg de Nord[*], la o altitudine de 131 m deasupra nivelului mării. Are o suprafață de 58,11 km². Populația este de 45.381 locuitori, determinată în 31 decembrie 2023, prin actualizare statistică[*].